# White Lake (Wisconsin)
White Lake – wieś w Stanach Zjednoczonych, w stanie Wisconsin, w hrabstwie Langlade.